# فرانتز سانت لوت
فرانتز سانت لوت هو لاعب كرة قدم هايتي في مركز الدفاع، ولد في 13 ديسمبر 1950 في بورت أو برانس في هايتي. لعب مع تامبا باي راوديز ولوس أنجلوس أزتكس.